# Tirumalapuram

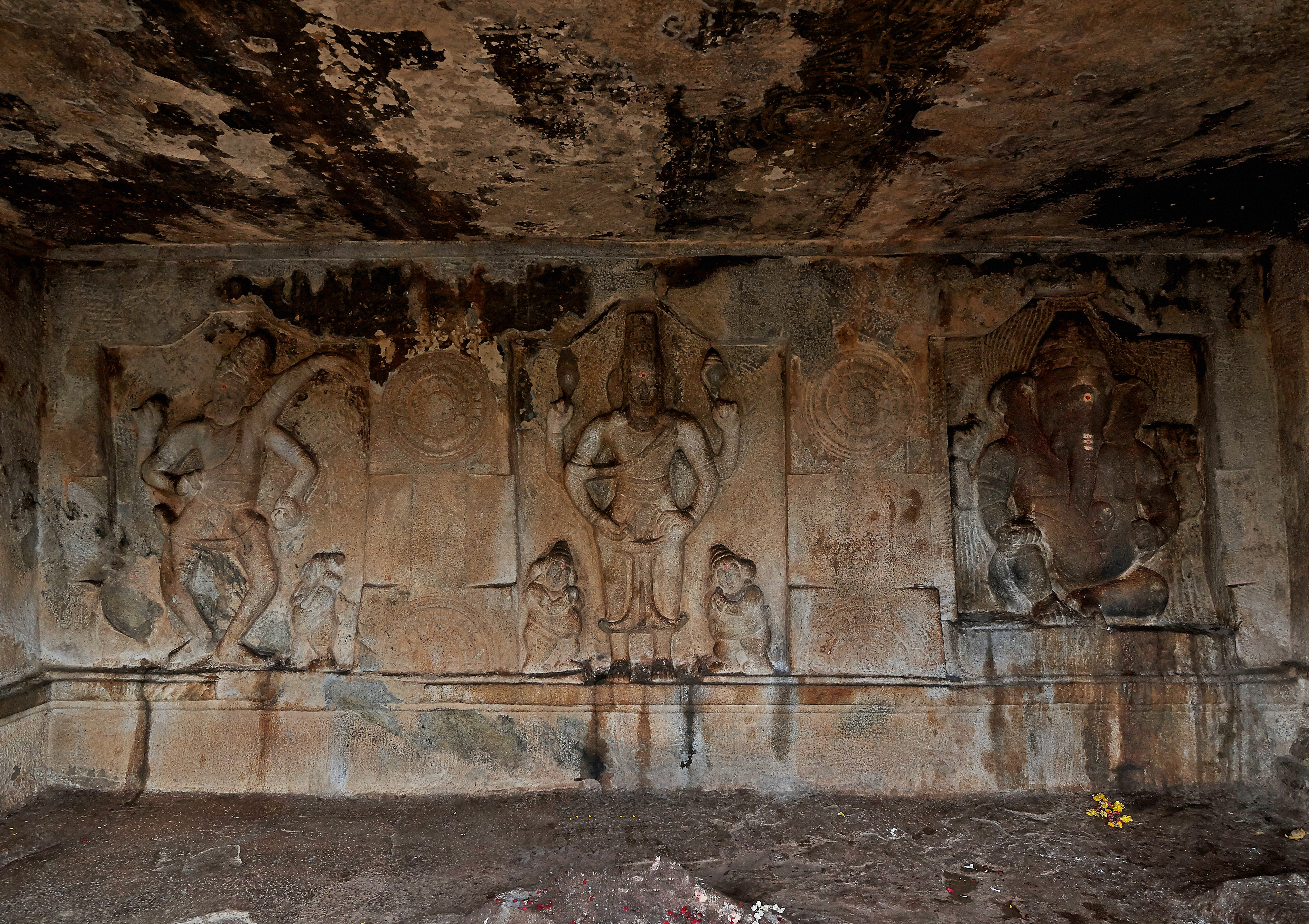
Rückwand des Felstempels

Tirumalapuram (Tamil: திருமலாபுரம் Tirumalāpuram [ˈtirɯˌmalaːpurʌm]; auch Thirumalapuram) ist ein ca. 2.600 Einwohner zählendes Dorf im südindischen Bundesstaat Tamil Nadu. Etwas außerhalb des Dorfes befindet sich ein Felstempel aus der Pandya-Zeit  (8. Jahrhundert).

## Lage
Tirumalapuram liegt in einer Höhe von knapp 140 m ü. d. M. ca. 50 km (Fahrtstrecke) nordwestlich der Distriktshauptstadt Tirunelveli. 

## Geschichte
Mit Unterbrechungen vor allem durch die Chola herrschten in der Region seit dem Frühmittelalter die Dynastien der Pandyas (Hauptstadt Madurai) und der Pallavas (Hauptstadt Kanchipuram), die jedoch die tatsächliche Macht oft an regionale Vasallen delegierten. Im 14. Jahrhundert okkupierten muslimische Herrscher kurzzeitig die Macht, die dann auf das hinduistische Vijayanagar-Reich überging, das seinerseits den Nawabs von Karnatik (ca. 1690–1801) Platz machen musste. Zwischenzeitlich stritten sich jedoch Briten und Franzosen in den Karnatischen Kriegen (1744–1763) um die Vorherrschaft in der Region.

## Sehenswürdigkeiten
- Bedeutendste Sehenswürdigkeiten des Ortes ist ein dreiportaliger, der Pandya-Zeit (um 750) zuzurechnender, Felsentempel. Hinter der Portalfassade mit zwei mächtigen Stützen befindet sich eine quergelagerte Vorhalle (mandapa); die Rückwand ist mit Figuren (Shiva-Nataraja, Vishnu und Ganesha) geschmückt. Die Pfeiler zwischen den Figuren nehmen das Schema der Portalzone (Block-Oktogon-Block) auf; sie sind jedoch zusätzlich mit Reliefrosetten verziert. Auf der rechten Seite befindet sich das eigentliche – von Wächterfiguren (dvarapalas) bewachte – Sanktum (garbhagriha) mit einem Shiva-Lingam; die stehende Figur auf der linken Seite stellt wahrscheinlich den dreiköpfigen Gott Brahma dar. Eine auf dem Boden des Tempels befindliche Nandi-Figur ist weitgehend zerstört.
- Ein zweiter benachbarter Felstempel ist unvollendet geblieben.